# Vincent Adler

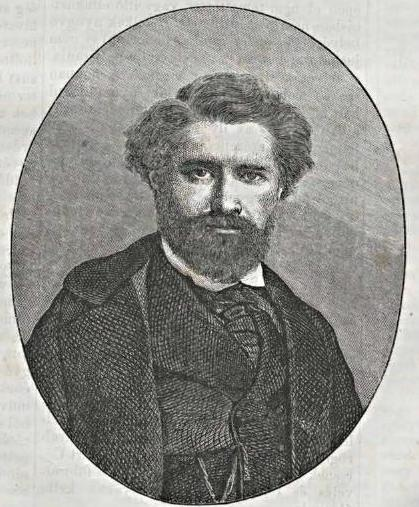
Vincent Adler

Vincent Adler (auch Vincenz Adler; * 3. April 1826 in Győr; † 4. Januar 1871 in Genf) war ein ungarischer Komponist und Pianist.

## Leben
Vincent Adlers Vater war der Musiker György Adler, der ihm den ersten musikalischen Unterricht erteilte. Sein Sohn war der Pianist Georg Adler (1863–1932). Die weitere Ausbildung erhielt Vincent Adler von seinem Schwager Ferenc Erkel. 1838 ging er im Alter von zwölf Jahren nach Wien. Hier traf er Franz Liszt, der von Adlers Klavierspiel begeistert war und ihm eine große Zukunft als Pianist prophezeite. Er blieb zunächst in Wien und studierte dort bis 1842. Danach ging er nach Deutschland und ließ sich einige Jahre in Zürich und Winterthur nieder. Hier lernte er Richard Wagner, Wilhelm Baumgartner und Theodor Kirchner kennen und veröffentlichte seine ersten Kompositionen. 1850 erhielt er einen Ruf nach Genf, wo er zunächst fünf Jahre nach Genf lebte und arbeitete. Die Schweiz wurde seine zweite Heimat. 1855 machte er eine Reise nach Paris, um seine Kompositionen zu veröffentlichen. Nach seiner Rückkehr heiratete er in Genf.  Darauf ließ er sich schließlich in Paris nieder, wo er auch mit dem Komponieren beschäftigt war. Von hier aus unternahm er zahlreiche Konzertreisen als Pianist. Ab 1864 unterrichtete er am Konservatorium von Genf.
Adler komponierte Klavieretüden und virtuose Salonstücke für das Klavier, die ungarisches Kolorit aufweisen.

## Klavierwerke (Auswahl)
Die Französische Nationalbibliothek besitzt viele Werke Vincent Adlers. 2018 gab der Schweizer Pianist und Komponist Michel Cardinaux (* 1962) bei Rapsodica Helvetica einen Sammelband mit seinen Klavierwerken unter dem Titel Oeuvres pour piano heraus. Darin enthalten sind die Werke op. 2, 3, 7, 9, 10, 12, 13 1-4, 15, 18, 22, 24 und 26.

### Werke mit Opuszahl
- Zwei Impromptus op. 1; publiziert in Paris bei J. Maho, 1854. Charles de Bock gewidmet. I Pas trop vite II La petite Mendiante OCLC 497079110(Digitalisat beim IMSLP)
- Styrienne op. 2; publiziert in Paris bei J. Maho, 1854 OCLC 497079917[Digitalisat 1]
- Danse bohémienne op. 3; publiziert in Paris bei J. Maho und in London OCLC 718655048[Digitalisat 2]
- Grande étude op. 4 publiziert in London  OCLC 497079023[Digitalisat 3]
- Scène de bal, Caprice brillant op. 5; publiziert in Paris bei J. Maho, 1855  OCLC 843192912
- Fantasie über Motive aus der Oper Hunyadi László von Ferenc Erkel op. 6; publiziert in Paris bei J. Maho, 1855 OCLC 843192906
- La Capricieuse, Impromptu op. 7; publiziert in Paris bei J. Maho, 1855 OCLC 843192895
- Danse hongroise op. 8; publiziert in Paris bei J. Maho, 1855
- Sérénade sur le Bosphore op. 9, publiziert in Paris bei J. Maho OCLC 843192919[Digitalisat 4]
- Souvenir de Lac Léman, Poëme op. 10; publiziert in Paris bei J. Maho, 1855  OCLC 843192920[Digitalisat 5]
- Valse rococo op. 11; publiziert in Paris bei J. Maho, 1855  OCLC 843192925[Digitalisat 6]
- Andante op. 12; publiziert in Paris bei J. Maho, 1856 OCLC 843192889[Digitalisat 7]
- Zwölf Albumblätter op. 13; publiziert in Paris bei J. Maho, 1856 Genre russe, Petite Valse und Scherzo fantastique, neun weitere ohne Titel  OCLC 843192907[Digitalisat 8]
- Caprice op. 14; publiziert in Paris 1857  OCLC 497078608
- Allegro de concert op. 15; publiziert in Paris bei J. Maho, 1857 OCLC 497078473
- 12 Etudes de style op. 16; publiziert in Paris bei J. Maho, 1857 OCLC 429029381
- Nouvelle Scene de bal op. 18; publiziert in Paris bei J. Maho, 1861; revidierte Ausgabe von Franz Linden, 1902 in Paris bei J. Hamelle publiziert OCLC 807290217[Digitalisat 9]
- Dolce far niente [Das süße Nichtstun], Idylle op. 20; publiziert in Paris bei J. Maho, 1861 OCLC 843192900
- La Diseuse de bonne aventure, Charakterstück in h-moll op 21 Nr. 1; publiziert in Paris bei J. Maho, 1862 OCLC 843192898
- Prélude e-moll op. 21 Nr. 2; publiziert in Paris bei J. Maho, 1862 OCLC 843192911
- Humoresque in As-Dur op. 21 Nr. 3
- Chant du Barde (Fiedlerlied) in h-moll op. 21 Nr. 4
- Un soir à St Gratien, Idylle op. 22; publiziert in Paris bei J. Maho, 1861  OCLC 843192924[Digitalisat 10]
- La Bergère [Die Schäferin], scène pastorale op. 23; publiziert in Paris bei J. Maho, 1861 und in London 1861
- Marche (Grande) op. 24; publiziert in Paris bei J. Maho, 1861 OCLC 843192910[Digitalisat 11]
- Tarantelle op. 25; publiziert in Paris bei G. Brandus et S. Dufour, 1863 OCLC 843192923[Digitalisat 12]
- Barcarolle op. 26; publiziert in Paris bei G. Flaxland, 1862 OCLC 843192891[Digitalisat 13]
- Serenade styrienne B-Dur op. 27 OCLC 497079889
- Sérénade hongroise op. 28; publiziert in Paris bei G. Flaxland, 1864 OCLC 843192916
- Ballade op. 29; publiziert in Paris bei G. Flaxland, 1864 OCLC 843192890[Digitalisat 14]
- Caprice étude op. 30, publiziert in Paris bei E. Gérard, 1866 OCLC 843192893

### Werke mit Opuszahl posthum
- Album op. posth. 1
- Fantaisie hongroise op.posth. 3; publiziert in Leipzig und Winterthur bei Rieter-Biedermann 1882 OCLC 637400723
- Rhapsodie hongroise op.posth. 4; publiziert in Leipzig und Winterthur bei Rieter-Biedermann 1882 OCLC 637400730
- Zweite Rhapsodie hongroise op.posth. 5; publiziert in Leipzig und Winterthur bei Rieter-Biedermann 1882 OCLC 637400739
- Caprice op.posth. 6; publiziert in Leipzig und Winterthur bei Rieter-Biedermann 1882 OCLC 637400745

### Werke ohne Opuszahl
- Fantaisie sur Martha
- Deux Capirices pour la main gauche
- Fantaisie sur des airs populaires Napolitains, E. Gérard, Paris OCLC 718198579[Digitalisat 15]
- Mélodie Norvégienne par M. Monsin, Transkription für Klavier, Paris , 1866  OCLC 497079195[Digitalisat 16]
- Sur le steppes de Debreczin

## Digitalisate
1. ↑  Styrienne op. 2 als Digitalisat bei der Gallica
2. ↑  Danse bohémienne op. 3 als Digitalisat bei Gallica
3. ↑  Grande Etude op. 4 als Digitalisat bei Gallica
4. ↑  „Sérénade sur le Bosphore“ op. 9 als Digitalisat bei Gallica
5. ↑  „Souvenir de Lac Léman“ op. 10 als Digitalisat bei Gallica
6. ↑  Valse rococo op. 11 als Digitalisat bei der IMSLP
7. ↑  Andante op. 12 als Digitalisat bei Gallica
8. ↑  Zwölf Albumblätter op. 13 Nr. 7 bis 12 als Digitalisat bei Gallica
9. ↑  Nouvelle scène de bal op. 18 als Digitalisat bei der Gallica
10. ↑  Un soir à St Gratien, Idylle op. 22 als Digitalisat bei Gallica
11. ↑  Marche (Grande) op. 24 als Digitalisat bei Gallica
12. ↑  Tarantelle op. 25 als Digitalisat bei der IMSLP
13. ↑  Barcarolle op. 26 als Digitalisat bei Gallica
14. ↑  Ballade op. 29 als Digitalisat bei Gallica
15. ↑  Fantaisie sur des airs populaires Napolitains als Digitalisat bei IMSLP
16. ↑  Mélodie Norvégienne als Digitalisat bei IMSLP